# 徳井淑子
徳井 淑子（とくい よしこ、1949年1月2日- ）は、栃木県出身の服装史研究者、お茶の水女子大学名誉教授。専攻はフランス服飾・文化史。

## 来歴
栃木県宇都宮市生まれ。1972年お茶の水女子大家政学部被服学科卒。1976-1978年同大学助手、1984年同大学院人間文化研究科比較文化学博士課程満期退学、放送大学助教授、1988年お茶大助教授、生活科学部教授。2014年定年退任、名誉教授。
2003年「着衣の文化にみる感性の歴史 ヨーロッパ中世と中世趣味」で博士（学術）（信州大学）取得。

## 著書
- 『服飾の中世』勁草書房 1995
- 『色で読む中世ヨーロッパ』講談社選書メチエ 2006
  - 『中世ヨーロッパの色彩世界』講談社学術文庫 2023
- 『図説ヨーロッパ服飾史』河出書房新社 ふくろうの本、2010
- 『眼と涙の文化史 中世ヨーロッパの標章と恋愛思想』東信堂、2012
- 『黒の服飾史』河出書房新社、2019

### 共編著
- 『衣服論 服飾の美意識』 谷田閲次共編著 放送大学 1986
- 『衣服論 服飾の歴史と現代』 小池三枝共編著 放送大学 1990
- 『フランス・モード史への招待』悠書館 2016

朝倉三枝,新實五穂、内村理奈,角田奈歩,原口碧共著

### 翻訳
- 『中世衣生活誌 日常風景から想像世界まで』編訳 勁草書房 2000
- シシル『色彩の紋章』伊藤亜紀共訳 悠書館 2009

### 監修
- イポリット・ポーケ, ポリドール・ポーケ 原著『ポーケのファッション画集 19世紀の銅版画家 フランスと異国の貴族・民衆の服装』ルフェブル=パケ・ジュリアン訳 マール社 2014
- ヘレン・レイノルズ『ビジュアルでわかる世界ファッションの歴史』全5巻　ほるぷ出版 2014

## 論文
- Cinii